# Filippo
Filippo  è un nome proprio di persona italiano maschile.

## Varianti
- Maschili
  - Alterati: Filippino, Filippello[1]
  - Ipocoristici: Lippo[1], Pippo[1]
- Femminili: Filippa[1][3]
  - Alterati: Filippina

### Varianti in altre lingue
- Bretone: Fulup, Fulub
- Bulgaro: Филип (Filip)[2]
- Catalano: Felip[2]
- Croato: Filip[2]
  - Femminili: Filipa[3]
- Danese: Filip[2], Philip[2]
- Francese: Philippe[2]
  - Femminili: Philippine[3]
- Finlandese: Vilppu[2], Filip[2]
- Greco antico: Φίλιππος (Philippos)[2][4]
- Greco biblico: Φιλιππος (Philippos)[2]
- Greco moderno: Φίλιππος (Filippos)[2]
  - Femminili: Φιλιππα (Filippa)[3]
- Inglese: Philip[2], Phillip[2]
  - Ipocoristici: Phil[2], Pip[2]
  - Femminili: Philipa[3], Phillipa[3], Philippa[3]
  - Ipocoristici femminili: Pippa[3]
- Irlandese: Pilib[2]
- Latino: Philippus[1][2][4]
  - Femminili: Philippa[1]
- Lettone: Filips[2]
- Lituano; Pilypas[2]
- Macedone: Филип (Filip)[2]
- Māori: Piripi[2]
- Norvegese: Filip[2], Philip[2]
- Olandese: Filip[2], Philip[2], Filippus[2]
  - Ipocoristici: Flip[2]
- Polacco: Filip[2]
  - Femminili: Filipa[3]
  - Alterati femminili: Filipina[3]
- Portoghese: Filipe[2]
  - Femminili: Filipa[3]
- Portoghese brasiliano: Felipe[2]
  - Alterati: Felipinho[2]
- Rumeno: Filip[2]
- Russo: Филипп (Filipp)[2]
  - Femminili: Филиппа (Filippa)[3]
- Scozzese: Filib[2]
- Serbo: Филип (Filip)[2]
  - Femminili: Филипа (Filipa)[3]
- Slovacco: Filip[2]
- Sloveno: Filip[2]
- Spagnolo: Felipe[2]
  - Femminili: Filipa[3]
- Svedese: Filip[2], Philip[2]
  - Femminili: Filippa[3]
- Tedesco: Philipp[2]
  - Femminili: Philippa[3]
  - Alterati femminili: Philippina[3]
- Ucraino: Пилип (Pylyp)[2]
- Ungherese: Fülöp[2], Filip[2]

## Origine e diffusione

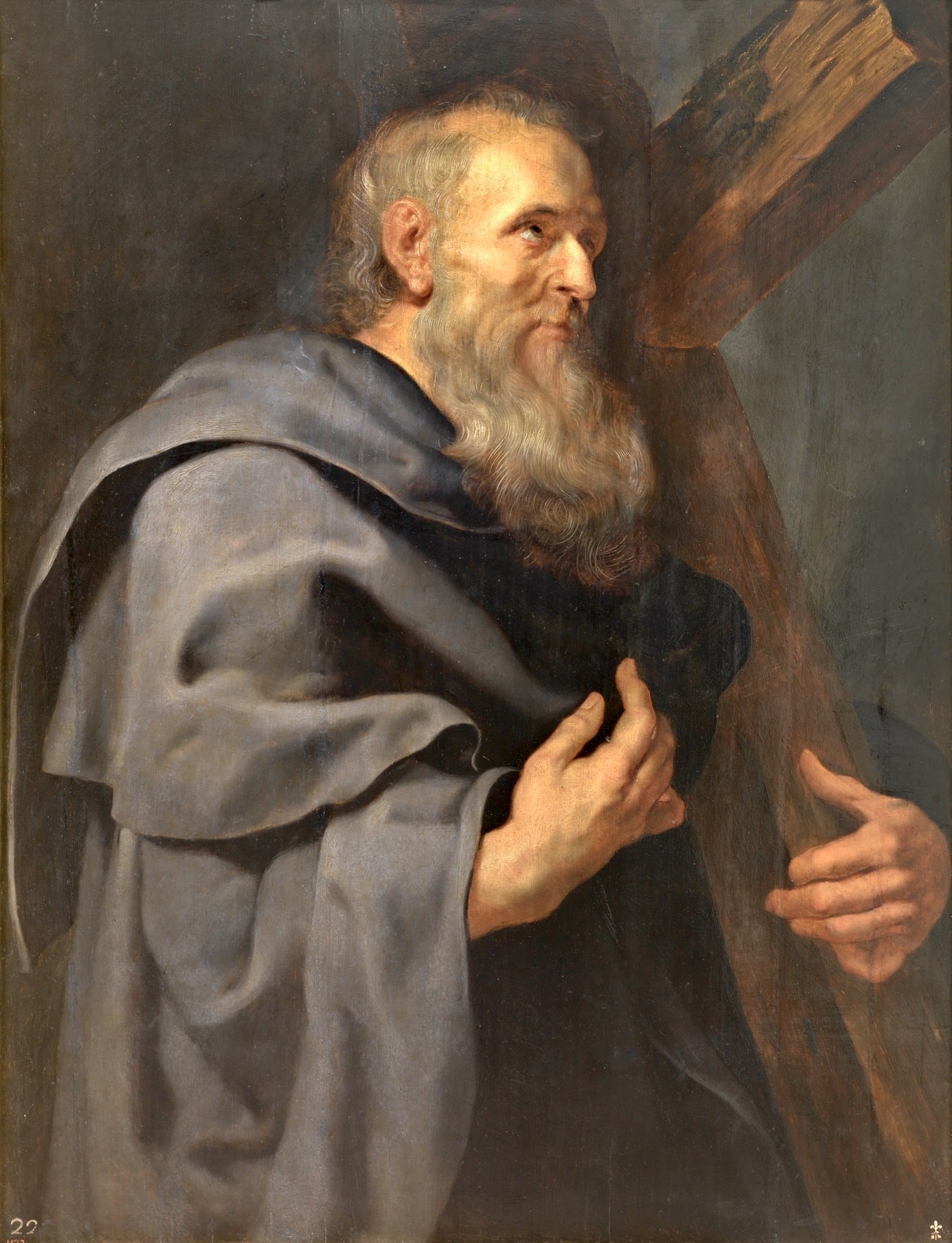
L'apostolo Filippo dipinto da Peter Paul Rubens

Deriva dal nome greco antico Φίλιππος (Philippos), composto da φίλος (philos, "amico", "amante") e ἵππος (hippos, "cavallo"), e vuol dire "amico dei cavalli", "amante dei cavalli" (per estensione "cavaliere" o anche "bellicoso").
Va ricordato, per maggior chiarezza, che la figura del cavallo si riscontra di frequente nell'antica onomastica greca (si pensi a nomi quali Ipparco, Ippocrate, Ippolito, Melanippo, Santippe e via dicendo), trattandosi di un animale particolarmente caro alla società greca dell'epoca classica.
Il nome appare nel Nuovo Testamento, portato dall'apostolo Filippo in primo luogo, e secondariamente da un diacono, Filippo, evangelizzatore della Samaria. Il nome inizialmente riscosse più successo fra i cristiani orientali, giungendo nell'Occidente durante il Medioevo; in quel periodo era piuttosto comune anche in Inghilterra, dove il suo uso calò successivamente, nel XVII secolo, dopo il tentativo d'invasione di Filippo II di Spagna, riprendendosi solo nel XIX secolo
Latinizzato nella forma Philippus, il nome Filippo conosce diverse abbreviazioni o ipocoristici, anche se l'abbreviazione più nota a livello nazionale è quella in Pippo. La variante Lippo, dal canto suo, è più regionale e tipica della Toscana.

## Onomastico
Numerosi santi e beati hanno portato questo nome, o le sue varianti: l'onomastico pertanto può essere festeggiato in una qualsiasi di queste date:
- 9 gennaio, san Filippo II, metropolita di Mosca e di tutte la Russie e martire sotto Ivan il Terribile[6]
- 11 aprile san Filippo di Gortina, vescovo di Creta[6]
- 3 maggio, san Filippo, apostolo[6]
- 12 maggio, san Filippo di Agira, sacerdote ed esorcista[6]
- 24 maggio, beato Filippo da Piacenza, sacerdote agostiniano
- 26 maggio, san Filippo Neri, sacerdote, fondatore dell'oratorio, detto "buffone di Dio"[6]
- 4 giugno, san Filippo Smaldone, detto "sacerdote dei sordomuti"[6]
- 3 luglio, san Filippo Phan Van Minh, sacerdote e martire a Vĩnh Long (Cocincina)[6]
- 10 luglio, san Filippo, figlio di santa Felicita, martire con i suoi fratelli a Roma sotto Marco Aurelio[6]
- 15 luglio, san Filippo, martire ad Alessandria d'Egitto assieme a dieci infanti[6]
- 22 luglio, san Filippo Evans, sacerdote e martire a Cardiff con san Giovanni Lloyd[6]
- 2 agosto, beato Filippo di Gesù Munárriz Azcona, sacerdote e martire[6]
- 22 agosto, san Filippo Benizi, sacerdote dell'Ordine dei Servi di Maria[6]
- 11 ottobre, san Filippo, diacono[6]
- 19 ottobre, san Filippo Howard, martire a Londra[6]
- 22 ottobre, san Filippo, vescovo di Eraclea e martire ad Adrianopoli sotto Diocleziano[6][7]
- 5 dicembre, beato Filippo Rinaldi, sacerdote[6]
- 16 dicembre, beato Filippo Siphong Onphitak, protomartire thailandese[6]

## Persone
- Filippo, apostolo
- Filippo l'evangelizzatore, diacono

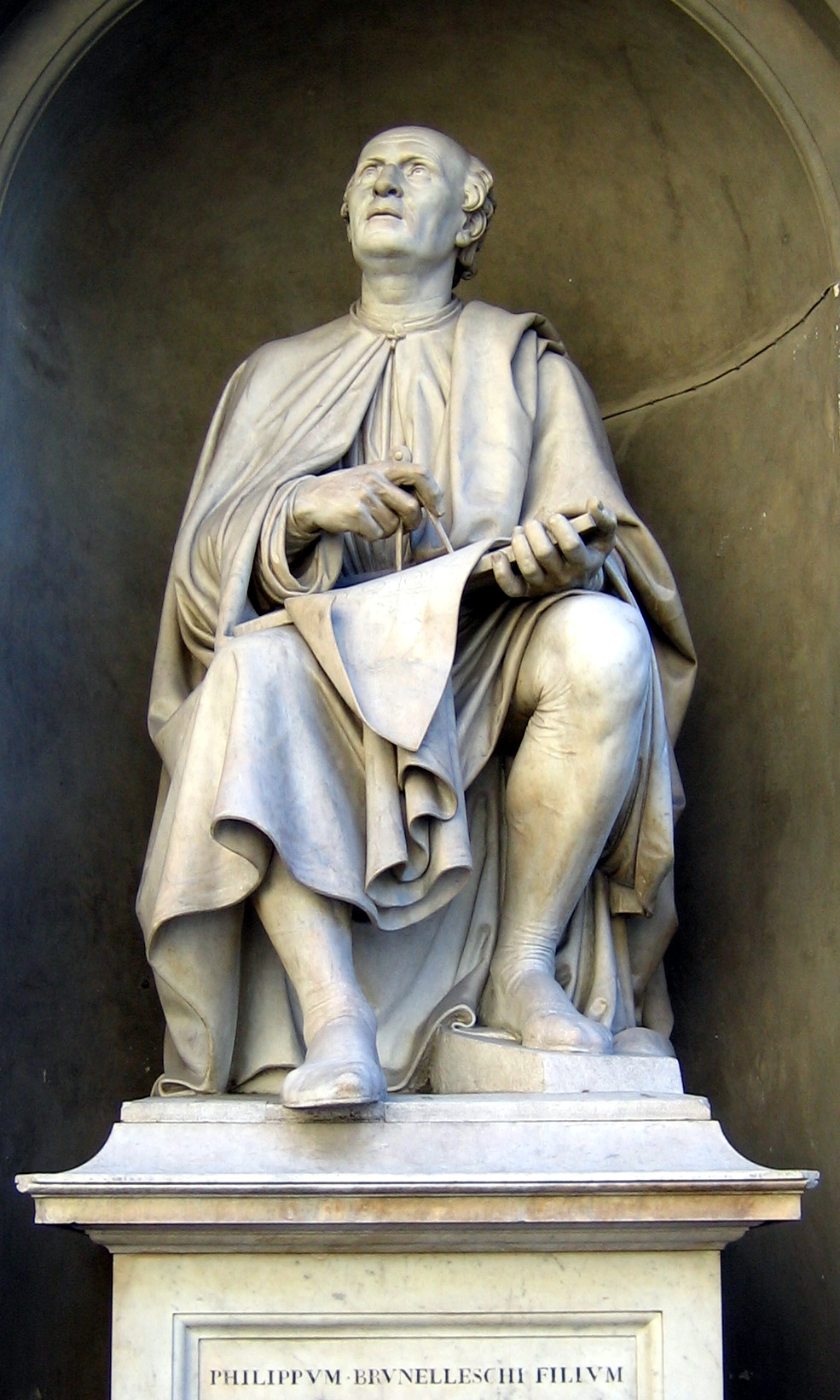
Filippo Brunelleschi

- Filippo II di Francia, detto Augusto o il Conquistatore, re di Francia
- Filippo IV di Francia, detto il Bello, re di Francia
- Filippo II di Macedonia, re di Macedonia e padre di Alessandro Magno
- Filippo II di Spagna, detto il Prudente, re di Spagna e poi re di Portogallo e Algarve
- Filippo III di Spagna, re di Spagna e poi re di Portogallo e Algarve
- Filippo IV di Spagna, re di Spagna, Portogallo e Algarve
- Filippo l'Arabo, imperatore romano
- Filippo Brunelleschi, architetto, ingegnere, scultore, orafo e scenografo italiano
- Filippo Buonarroti, rivoluzionario italiano naturalizzato francese
- Filippo Inzaghi, calciatore e allenatore di calcio italiano
- Filippo Lippi, pittore italiano
- Filippo Tommaso Marinetti, poeta, scrittore e drammaturgo italiano
- Filippo Neri, sacerdote e santo italiano
- Filippo Turati, politico e giornalista italiano

### Variante Filip
- Filip Dimitrov, politico bulgaro
- Filip Đorđević, calciatore serbo

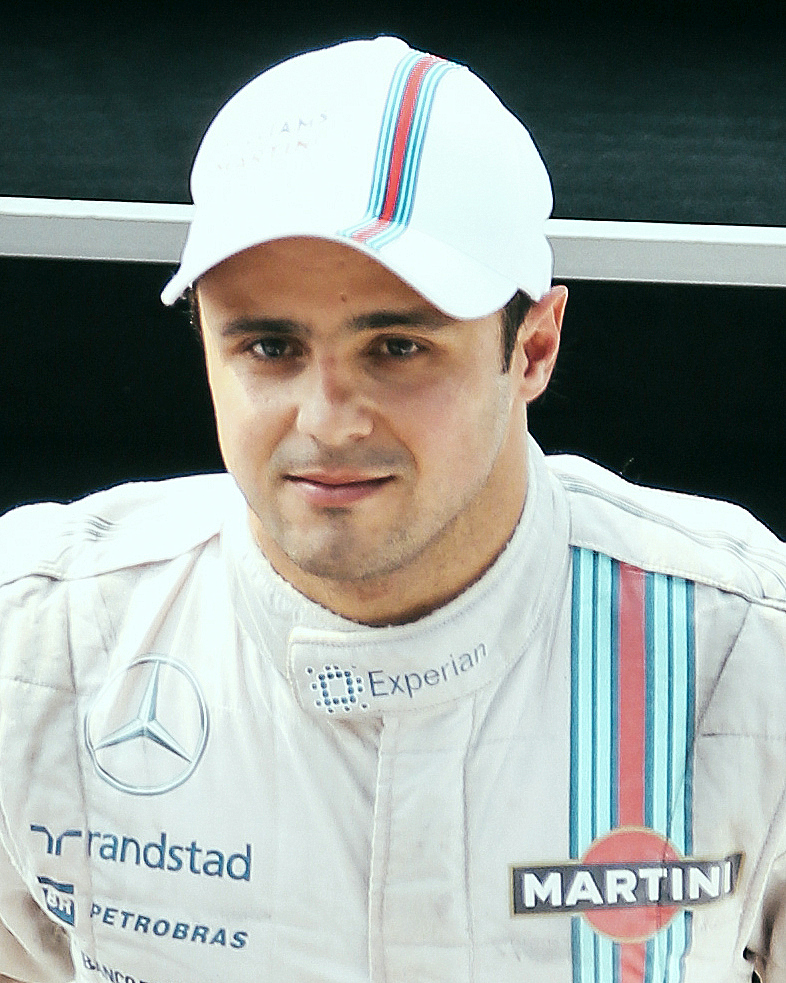
Felipe Massa

- Filip Hristić, politico e diplomatico serbo
- Filip Vujanović, politico montenegrino

### Variante Felipe
- Felipe Colombo, attore e musicista messicano
- Felipe González, politico spagnolo
- Felipe Guaman Poma de Ayala, cronista indigeno peruviano
- Felipe Massa, pilota automobilistico brasiliano

### Variante Philippe

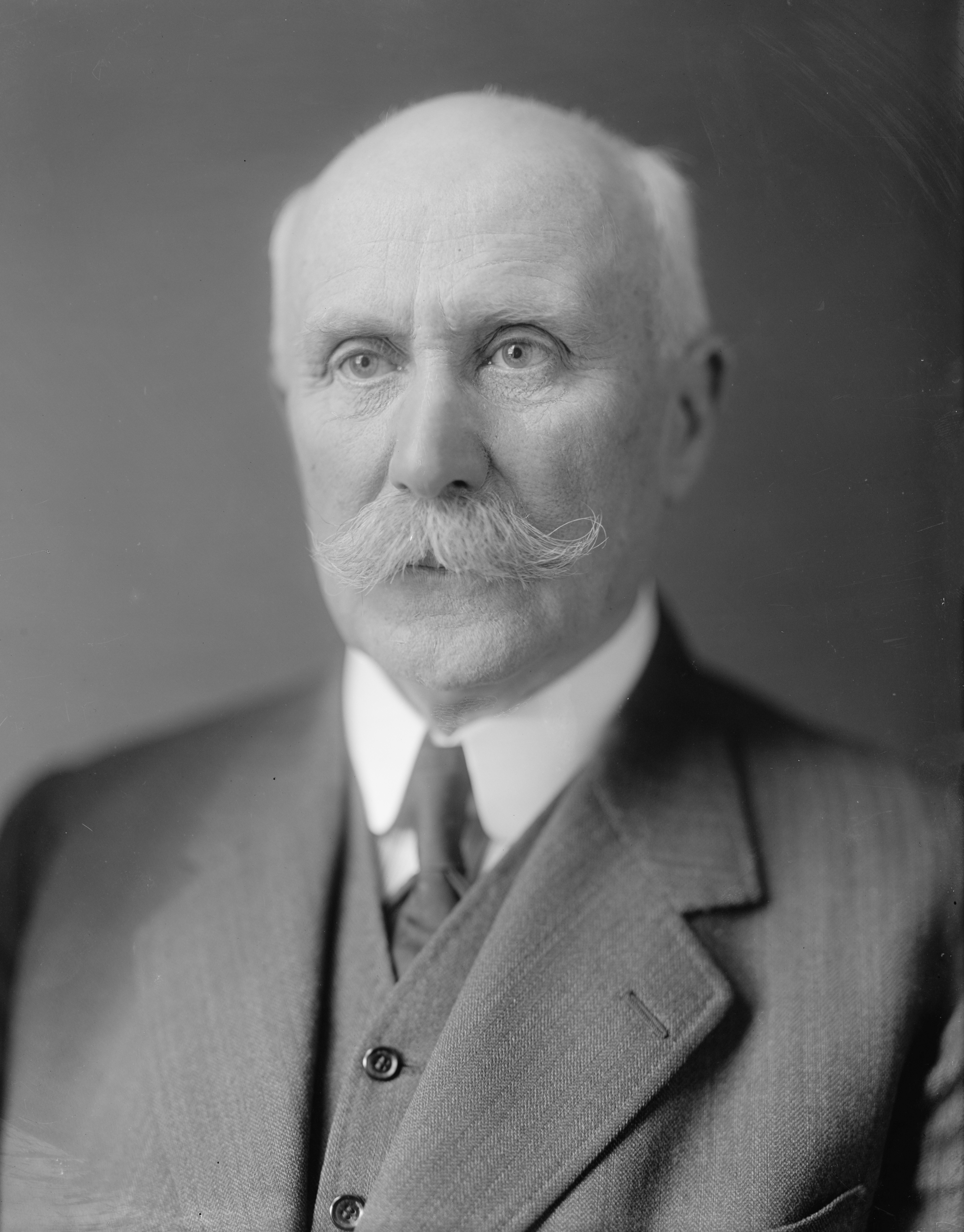
Philippe Pétain

- Philippe d'Aunay, cavaliere normanno, amante di Margherita di Borgogna
- Philippe Barbarin, cardinale e arcivescovo cattolico francese
- Philippe Daverio, critico d'arte, giornalista e conduttore televisivo francese naturalizzato italiano
- Philippe Leroy, attore francese
- Philippe Mexès, calciatore francese
- Philippe Noiret, attore francese
- Philippe Pétain, generale e politico francese

### Variante Philipp
- Philipp Lahm, calciatore tedesco

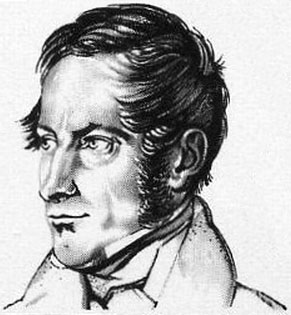
Philipp Franz von Siebold

- Philipp Mainländer, poeta e filosofo tedesco
- Philipp Peter Roos, pittore tedesco
- Philipp Otto Runge, pittore tedesco
- Philipp Franz von Siebold,  medico, botanico e viaggiatore tedesco
- Philipp von Hutten, esploratore e conquistador tedesco
- Philipp von Lenard, fisico tedesco
- Philipp von Stosch, antiquario prussiano
- Philipp Christoph Zeller, entomologo tedesco

### Variante Philip
- Philip Ahn, attore statunitense

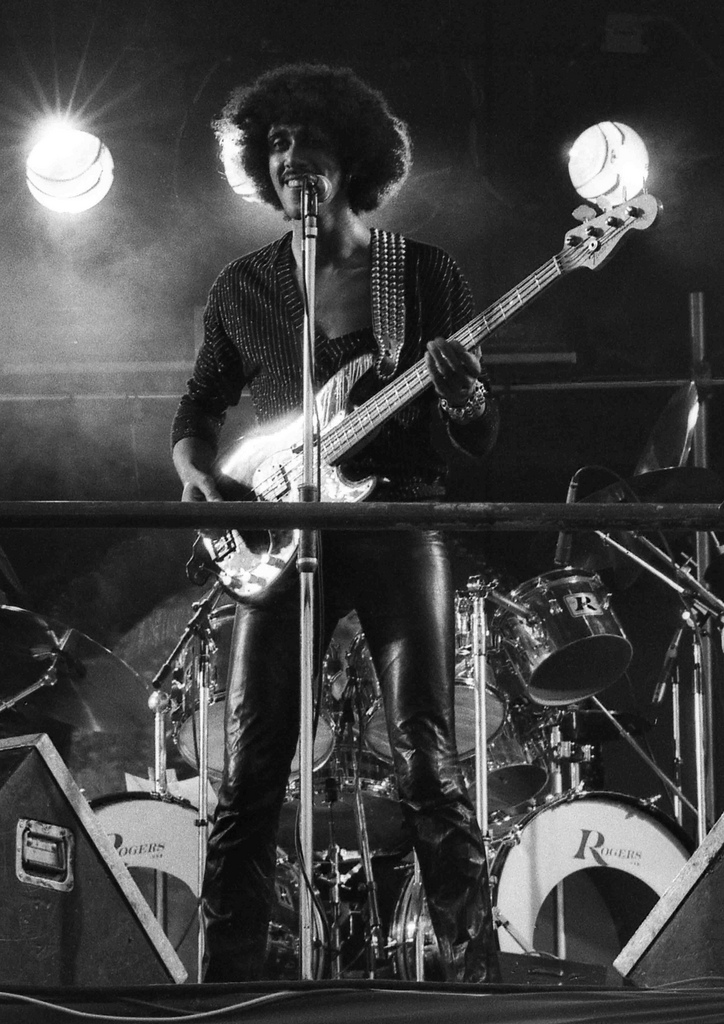
Philip Lynott

- Philip K. Dick, scrittore statunitense
- Philip Glass, compositore statunitense
- Philip Johnson, architetto statunitense
- Philip Lynott, musicista irlandese
- Philip Pullman, scrittore britannico
- Philip Rivers, giocatore di football americano
- Philip Roth, scrittore statunitense
- Philip Showalter Hench, medico statunitense

### Variante Phillip
- Phillip Noyce, regista australiano

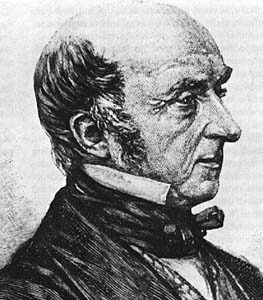
Phillip Parker King

- Phillip Parker King, esploratore e naturalista australiano
- Phillip Phillips, cantautore statunitense
- Phillip Reed, attore statunitense
- Phillip Sharp, genetista e biologo statunitense

### Variante Phil

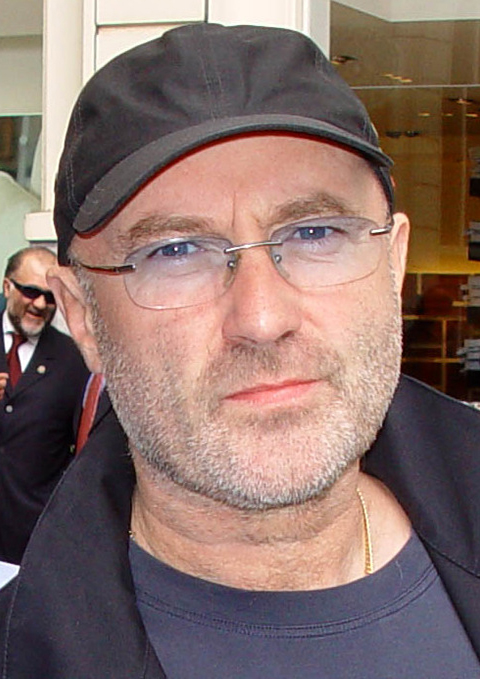
Phil Collins

- Phil Anselmo, cantante statunitense
- Phil Collins, musicista britannico
- Phil Davis, fumettista statunitense
- Phil Mahre, sciatore alpino statunitense
- Phil Rosen, regista statunitense
- Phil Mickelson, golfista statunitense

### Altre varianti maschili
- Filipe de Magalhães, compositore portoghese
- Filippino degli Organi, architetto
- Filippino Lippi, pittore
- Phillip Boa, cantante, chitarrista e musicista tedesco
- Phillip Cocu, calciatore ed allenatore olandese
- Philipp Kohlschreiber, tennista tedesco

### Variante femminile Filippa

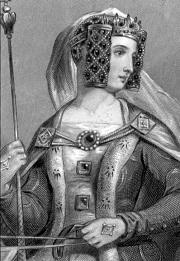
Filippa di Hainaut

- Filippa Elisabetta di Borbone-Orléans, figlia di Filippo, Duca d'Orléans
- Filippa di Champagne, figlia di Isabella di Gerusalemme
- Filippa di Hainaut, moglie di Edoardo III d'Inghilterra
- Filippa di Lancaster, regina consorte di Portogallo
- Filippa di Lancaster, regina di Danimarca, Svezia e Norvegia
- Filippa di Tolosa, contessa consorte di Poitiers e duchessa consorte D'Aquitania e di Guascogna
- Filippa della Tavola, amante di Niccolò III d'Este
- Filippa Giordano, cantante italiana
- Filippa Hamilton, modella francese
- Filippa Lagerbäck, modella, showgirl e conduttrice televisiva svedese naturalizzata italiana
- Filippa Mareri, religiosa italiana
- Filippa Plantageneta, Contessa dell'Ulster e contessa consorte di March
- Filippa Spatola, criminale italiana

### Variante femminile Philippa
- Philippa Ruth Foot, filosofa britannica
- Philippa Gregory, scrittrice britannica
- Philippa Middleton, socialite britannica
- Philippa Pearce, scrittrice britannica
- Philippa Roet, moglie di Geoffrey Chaucer

### Altre varianti femminili
- Filippina di Brandeburgo-Schwedt, figlia di Federico Guglielmo di Brandeburgo-Schwedt
- Filippina di Gheldria, figlia di Caterina di Borbone-Clermont
- Filippina Carlotta di Prussia, figlia di Federico Guglielmo I di Prussia
- Filipa Azevedo, cantante portoghese
- Filipa Moniz Perestrello, nobile portoghese, moglie di Cristoforo Colombo
- Philippine Welser, moglie morganatica di Ferdinando II d'Austria

## Il nome nelle arti
- Filippo De Silva è un personaggio della fiction Squadra antimafia - Palermo oggi.
- E poi c'è Filippo è una miniserie televisiva del 2006 trasmessa su Canale 5.
- Filippo è il protagonista dell'omonima tragedia di Vittorio Alfieri pubblicata nel 1783.
- Filippo è un personaggio dell'opera di Vincenzo Bellini Beatrice di Tenda
- Filippo è un personaggio dell'opera di Giuseppe Verdi Don Carlos, come del Don Carlos schilleriano, testo di partenza dell'opera verdiana, e del Filippo alfieriano.
- Filippo è un personaggio del film d'animazione Disney La bella addormentata nel bosco.
- Felipe è un personaggio del fumetto Mafalda.
- Filippo Cantirami è un personaggio del romanzo Non so niente di te di Paola Mastrocola.
- Philip Callaghan è un personaggio della serie manga e anime Holly e Benji.
- Philip Tattaglia è un personaggio del romanzo di Mario Puzo Il padrino.
- Philip J. Fry è un personaggio della serie animata Futurama.
- Filippo Bello è un personaggio del film del 2017 Omicidio all'italiana, diretto e interpretato da Maccio Capatonda.
- Phil Coulson è un personaggio del Marvel Cinematic Universe.